# Jon Husted

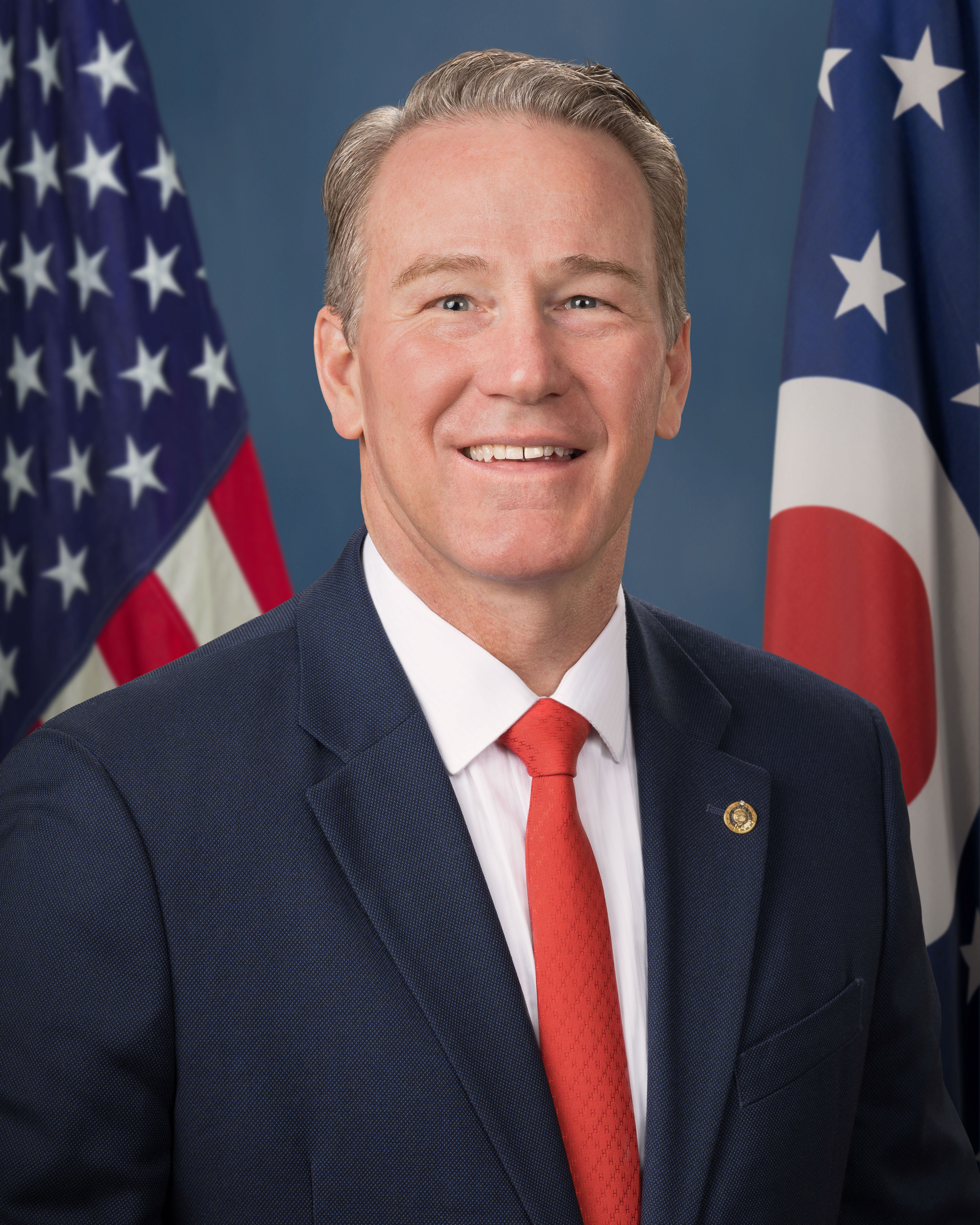
Jon Husted (2025)

Jon Allen Husted (* 25. August 1967 in Royal Oak, Michigan) ist ein US-amerikanischer Politiker der Republikanischen Partei. Seit Januar 2025 vertritt er als Nachfolger von JD Vance den Bundesstaat Ohio im Senat der Vereinigten Staaten. Vorher war Husted von 2001 bis 2009 Mitglied des Repräsentantenhauses von Ohio, ab 2005 als dessen Speaker. Anschließend war er bis 2011 Senator im Staatssenat. 2010 wurde er zum Secretary of State of Ohio gewählt, das Amt übte er von 2011 bis 2019 aus. Von 2019 bis 2025 war er Lieutenant Governor von Ohio als Stellvertreter von Gouverneur Mike DeWine.

## Leben
Husted wurde in Royal Oak geboren, einem Vorort von Detroit. Als Kleinkind wurde er von Jim und Judy Husted adoptiert, nachdem er in einem Waisenhaus gelebt hatte. Er wuchs als ältestes von drei Kindern in Montpelier in Ohio auf. An der University of Dayton spielte er American Football. Er schloss die Universität mit einem Bachelor in Erziehungswissenschaft und einem Master in Kommunikationswissenschaft ab.
Während er seinen Master machte, erhielt er ein Angebot der University of Toledo als Football-Trainer, das er jedoch ausschlug, um in Dayton zu bleiben und für einen der Commissioners des Montgomery County zu arbeiten. Später arbeitete er für die Dayton Chamber of Commerce (Handelskammer von Dayton), wo er Kontakte zu Geschäftsleuten knüpfte, die seiner späteren politischen Karriere nützlich waren.
Husted ist seit 2005 in zweiter Ehe verheiratet. Er hat einen Sohn aus erster Ehe und zwei Töchter mit seiner Frau Tina. Husted ist katholisch.

## Politik
Husted kandidierte im Distrikt 41 als Republikaner für das Repräsentantenhaus von Ohio und gewann die Wahl am 7. November 2000 mit 50,4 % gegen vier Gegenkandidaten. Danach kandidierte er in Distrikt 37 und wurde 2002, 2004, und 2006 jeweils mit großer Mehrheit wiedergewählt, 2006 sogar ohne einen Gegenkandidaten. Damit gehörte Husted dem Repräsentantenhaus von Januar 2001 bis Januar 2009 an, ab 2009 war er Speaker des Repräsentantenhauses. Mehr als vier aufeinanderfolgende Amtszeiten im Repräsentantenhaus lässt die Verfassung von Ohio nicht zu, daher kandidierte Husted 2008 für den Senat seines Staates. Bei der Wahl am 4. November 2008 für den Senatsdistrikt 6 konnte er seinen demokratischen Gegenkandidaten mit 61,45 % der Stimmen schlagen. Dem Senat gehörte Husted vom Januar 2009 bis Januar 2011 an.
Bei der Wahl zum Amt des Secretary of State von Ohio, das bisher von einer Demokratin gehalten wurde, erhielt er 53,66 % der Stimmen, die Demokratin Maryellen O’Shaughnessy erhielt 41,46 %, der Libertarian Charles Earl erhielt 4,88 %. 2014 wurde er mit 59,83 % der Stimmen wiedergewählt.
Als Secretary of State war Husted unter anderem für die Organisation der Wahlen in Ohio zuständig. Die Demokraten warfen ihm voter suppression vor, also eigentlich wahlberechtigte Bürger an der Ausübung ihres Wahlrechts zu hindern. Husted hatte entsprechend einem in Ohio gültigen Gesetz etwa 200.000 Wähler aus dem Wählerverzeichnis streichen lassen, die seit sechs Jahren nicht gewählt hatten und auf eine entsprechende Nachricht nicht reagiert hatten. Das A. Philip Randolph Institute, eine von Asa Philip Randolph gegründete Organisation, die sich für die Rechte von Schwarzen und Arbeitern einsetzt, klagte 2015 gegen Husted. 2018 entschied der Supreme Court der USA im Fall Husted v. Randolph Institute mit 5 zu 4 Stimmen zugunsten von Husted, dass das Gesetz mit den entsprechenden Bundesgesetzen vereinbar sei.
Zur Wahl 2018 bewarb sich Husted um die Nominierung der Republikaner für die Nachfolge des ausscheidenden Gouverneurs John Kasich. Noch während der Vorwahlen schied er jedoch aus dem Rennen aus, um Mike DeWine als Running Mate zu unterstützen. DeWine und Husted gewannen mit 50,4 % der Stimmen, die demokratischen Kandidaten Richard Cordray und Betty Sutton erhielten 46,7 %. 2022 wurden DeWine und Husted mit 62,4 % der Stimmen wiedergewählt.
Rob Portman, der Ohio im US-Senat vertrat, kündigte im Januar 2021 an, bei der Wahl 2022 nicht erneut antreten zu wollen. Husted wurde als einer der möglichen Nachfolgekandidaten benannt, kündigte kurze Zeit später aber an, nicht in den Senat zu wollen, sondern Vizegouverneur bleiben zu wollen und später einmal als Gouverneur zu kandidieren. Portmans Nachfolger JD Vance trat im Januar 2025 zurück, da er zum Vizepräsidenten gewählt worden war. Am 17. Januar 2025 ernannte Gouverneur DeWine Jon Husted zu Vances Nachfolger. Husted kündigte an, nicht nur bei der außerordentlichen Wahl 2026 für die dann verbleibenden zwei Amtsjahre von Vance antreten zu wollen, sondern auch 2028 für eine volle sechsjährige Amtszeit.
Im Senat ist Husted in den Ausschüssen für Umwelt und Infrastruktur, für Gesundheit, Bildung, Arbeit und Renten und für kleine und mittlere Unternehmen sowie im Special Committee on Aging.